# 18550 Maoyisheng
18550 Maoyisheng è un asteroide della fascia principale. Scoperto nel 1997, presenta un'orbita caratterizzata da un semiasse maggiore pari a 2,9991653 au e da un'eccentricità di 0,0349031, inclinata di 6,77588° rispetto all'eclittica.
L'asteroide è dedicato all'ingegnere civile cinese Mao Yisheng.